# Amata goodi
Amata goodi là một loài bướm đêm thuộc phân họ Arctiinae, họ Erebidae.